# Prințesa Mary a Marii Britanii
Prințesa Mary (5 martie 1723 – 14 ianuarie 1772) a fost membră a familiei regale britanice, fiică a regelui George al II-lea al Marii Britanii și a reginei Carolina de Ansbach.